# Glenroy Bros., No 2
Glenroy Bros., No 2 je americký němý film z roku 1894. Režisérem je William Kennedy Dickson (1860–1935). Film trvá asi půl minuty a zobrazuje komediální duo - bratry Glenroye, jak spolu zápasí v boxu. Snímek byl natočen ve studiu Černá Marie, označovaném jako první americké filmové studio, ve West Orange v New Jersey. Jeden z bratrů ve sportovním oblečení té doby se snaží boxovat vážně, ale jeho protivník, oblečený v tmavých a otrhaných šatech, reaguje na údery fintami a akrobatickými piruetami. Vítěz zápasu není uveden. Film je volným dílem.